# Fechtmeisterschaften der Deutschen Turnerschaft 1925
Die Fechtmeisterschaften der Deutschen Turnerschaft 1925 wurde in Hannover ausgetragen. Parallel dazu trug der Deutsche Fechter-Bund eigene Meisterschaften in Köln und Berlin aus. Die Fechter nahmen an den Meisterschaften des jeweiligen Verbandes teil, in dem ihre Vereine, beziehungsweise die Fechtabteilungen ihrer Vereine, organisiert waren. Es wurden nur Einzelwettbewerbe der Herren ausgetragen, Damenwettbewerbe gab es keine.

## Ergebnisse

### Florett
Es nahmen insgesamt 49 Fechter teil. Wilhelm Löffler konnte den Meistertitel mit zehn Siegen bei elf Gefechten in der Endrunde vor Hermann Schöndube (acht Siege) und dem Vorjahressieger Julius Thomson (sieben Siege) gewinnen.
| Platz | Sportler          | Verein                      |
| ----- | ----------------- | --------------------------- |
| 1     | Wilhelm Löffler   | Frankfurter Turnverein 1860 |
| 2     | Hermann Schöndube | Eintracht Frankfurt         |
| 3     | Julius Thomson    | TV Offenbach                |

### Degen
Im Degenwettbewerb starteten 36 Fechter. Sieger wurde Hermann Schöndube vor Paul Postel und Schmitz.
| Platz | Sportler          | Verein              |
| ----- | ----------------- | ------------------- |
| 1     | Hermann Schöndube | Eintracht Frankfurt |
| 2     | Paul Postel       | TV Chemnitz         |
| 3     | Schmitz           | Kölner Fechtklub    |

### Säbel
Beim Säbelfechten starteten 39 Fechter. Es gewann Wilhelm Schöndube mit neun Siegen bei elf Gefechten in der Endrunde vor Herbert Hoops (acht Siege) und Weidlich (sieben Siege).
| Platz | Sportler          | Verein              |
| ----- | ----------------- | ------------------- |
| 1     | Wilhelm Schöndube | Eintracht Frankfurt |
| 2     | Herbert Hoops     | TG Berlin           |
| 3     | Weidlich          | TV 1848 Leipzig     |